# Geluidsfilm

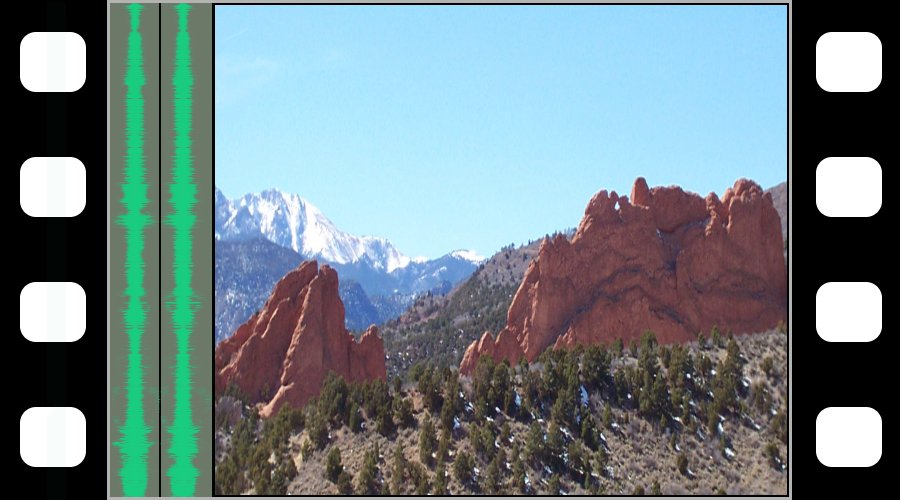
Een geluidsfilm, met links twee analoge geluidssporen.

Een geluidsfilm is een film met gesynchroniseerd geluid, in tegenstelling tot een stomme film. Niet de eerste, maar de bekendste van de vroege geluidsfilms was The Jazz Singer uit 1927.

## Ontwikkeling
Het idee om film te combineren met geluid is bijna zo oud als de film zelf; sommige van de vroege experimentele films in het Thomas Edison laboratorium in 1889 waren gecombineerd met geluid opgenomen op was (Fonografische cilinder). Maar twee grote problemen rezen op die zorgden dat film en geluidsopnamen zich een generatie lang apart ontwikkelden:
1. Synchronisatieproblemen - Het beeld en geluid werden opgenomen en afgespeeld door verschillende apparaten, die moeilijk gelijk te starten en te houden waren.
2. Audiovolume- en klankproblemen - Terwijl filmprojectors snel toestonden film aan een groot publiek te laten zien, was de audiotechnologie voor de ontwikkeling van elektrische versterking niet voldoende om een zaal te bereiken.

Filmpionier William Kennedy Dickson ontwikkelde circa eind 1894 begin 1895 een geluidsfilm systeem en maakte hiermee een test. Dit werd ‘Dickson Experimental Sound Film’ en is de oudste geluidsfilm die vandaag nog te bekijken is. 
In 1902 experimenteerde filmpionier Alice Guy-Blaché met het Chronophone systeem van Léon Gaumont. 
Het maken van The Jazz Singer veranderde de blik van de filmindustrie op de geluidsfilm. De technologie was weinig vooruitgegaan, maar de film was de eerste met een sterzanger en -acteur, Al Jolson, sprekend en zingend op het scherm.
De vraag naar The Jazz Singer was immens, en andere studio's begonnen meteen deze buitenissigheid aan te grijpen om zelf geluidsfilms te maken uit winstoogmerk. De "buitenissigheid" uit 1927 werd standaard in 1929.Twee technologische ontwikkelingen losten de eerdere problemen op: 
1. Geluid op film - In 1926 maakten Lee De Forest, William Fox, en Theodore W. Case de eerste "Movietone Phono-films", waarbij de soundtrack fotografisch opgenomen werd en afgedrukt op de rand van de film, waardoor beeld en geluid bijna onmogelijk uit synchronisatie konden lopen.
2. Elektronische opnames - In 1925 introduceerde Western Electric een sterk verbeterd systeem voor elektronische audio, inclusief gevoelige microfoons en elektrische geluidsversterking die het mogelijk maakte opnames over luidsprekers op elk gewenst volume af te spelen.

In Nederland was in deze jaren Henk Alsem (journalist, cameraman, cineast en documentairemaker) betrokken bij de ontwikkeling van de Nederlandse geluidsfilm.

## Gevolgen voor de filmwereld
De uitvinding van de geluidsfilm betekende een grote doorbraak in de massacommunicatie, doordat er al spoedig op betrekkelijk grote schaal gebruik van werd gemaakt in filmjournaals en propagandafilms. Een voorloper hierin was nazi-Duitsland in de jaren 30.
Aan de andere kant betekende de komst van geluidsfilms voor veel bekende acteurs uit stomme films het einde van hun carrière, omdat ze weliswaar wel lichamelijk konden acteren, maar hun stem ongeschikt bleek. De film The Artist  gaat over een acteur wiens carrière in het slop raakt na de komst van de geluidsfilm. Slechts weinig artiesten maakten met succes de overstap naar geluidsfilms, onder wie Laurel en Hardy.